# Coll del Serrat dels Tres Senyors

El Coll del Serrat dels Tres Senyors, respecte de Granera

El Coll del Serrat dels Tres Senyors és una collada situada a 645,7 m d'altitud situat a cavall dels termes municipals de Granera, al Moianès, i Sant Llorenç Savall, de la comarca del Vallès Occidental.
Està situat a l'extrem sud-oest del terme municipal, al nord-oest de Sant Llorenç Savall.